# Austria’s Leading Companies
Austria’s Leading Companies (ALC) ist ein österreichischer Wirtschaftswettbewerb, der von PricewaterhouseCoopers und dem Kreditschutzverband von 1870 seit 1997 jährlich durchgeführt wird. Medienpartner war bis 2015 das inzwischen eingestellte Wirtschaftsblatt, ab 2016 ist Die Presse der neue Partner. In drei Kategorien für Groß-, Mittel- und Kleinbetriebe werden die Top 3 Unternehmen österreichweit und in den Bundesländern gekürt. Teilnahmeberechtigt ist jedes österreichische Wirtschaftsunternehmen, ebenso wie jedes im Land ansässige Tochterunternehmen der ausländischen Konzerne.

## Entstehung und Wertungskriterien
Im ersten Jahr nahmen nur etwa 50 Unternehmen teil. Bereits im Jahr darauf verdoppelte sich die Anzahl. Ab dem Jahr 2002 werden die drei Gruppen nach Umsatz separat bewertet.
Die Unternehmen werden nach ihrem Umsatz in drei Klassen eingeteilt, in denen sie nach verschiedenen wirtschaftlichen Kriterien bewertet werden.
- BigPlayer: Ermittlung der Gewinner in Konzernen mit mehr als 50 Millionen Euro Jahresumsatz
- Goldener Mittelbau: Es werden Unternehmen mittlerer Größe mit einem jährlichen Umsatz zwischen 10 und 50 Millionen Euro beurteilt.
- Solide Kleinbetriebe: Die Bewertung betrifft alle Unternehmen unter 10 Millionen Euro.

Das Punktesystem, nachdem bewertet wird, fußt auf den nachfolgenden wirtschaftlichen Kennzahlen, wobei nicht die statischen Zahlen eines Jahres, sondern die Entwicklung über drei Jahre hindurch beurteilt wird:
- Umsatzwachstum
- EBIT-Marge
- Eigenkapitalentwicklung
- Working Capital Ratio
- Operating Cash Flow
- Return of Capital Employed
- Liquidität

Die Gewinner werden jeweils mit Kunstwerken im Rahmen von prominenten Veranstaltungen ausgezeichnet.

## Bundessieger
| Jahr | Big Player | Goldener Mittelbau | Solider Kleinbetrieb | Auszeichnung                   |
| ---- | --- | --- | --- | ------------------------------ |
| 2011 | - Lenzing AG, Oberösterreich - Plansee Holding AG, Tirol - Datacon Technology (seit 1. Januar 2013 Besi Austria GmbH), Tirol                 | - Walter Mauser GmbH, Niederösterreich - Infonova GmbH, Steiermark - Fuchs Austria Schmierstoffe GmbH, Salzburg                                           | - Ing. Erhard Fischer GmbH, Niederösterreich - Elektro Ramert GmbH, Steiermark - Elmeco Handels GmbH, Wien                                  |                                |
| 2010 | - Austria Puma Dassler GmbH, Salzburg - Containex-Container Handels GmbH, Niederösterreich - IFN Beteiligungs GmbH/Internorm, Oberösterreich | - Sonnentor-Kräuterhandels-GmbH, Niederösterreich - Donauwell Wellpappe Verpackungs GmbH, Oberösterreich - The fitness company GmbH, Oberösterreich       | - Isa GmbH, Steiermark - Montagen für Tischlereiprodukte GmbH, Steiermark - Loy Tec electronics, Wien                                       | - Skulptur von Eva Schlegel    |
| 2009 | - Rosenbauer AG, Oberösterreich - Henkel Central Eastern Europe, Wien - Containex, Niederösterreich                                          | - Simplon Fahrrad GmbH, Vorarlberg - Schoeller-Bleckmann Nitec GmbH, Niederösterreich - Trox Austria, Wien                                                | - Infranorm Technologie, Oberösterreich - Aperture Software, Wien - Die Haustechniker, Wien                                                 | - Skulptur von Bruno Gironcoli |
| 2008 | - Worthington Cylinders, Niederösterreich - Leier Baustoffe-Holding, Burgenland - Dynacast Österreich, Niederösterreich                      | - Framag Industrieanlagen, Oberösterreich - Ertrag & Sicherheit Investmentfondsberatung, Steiermark - Kappa Arbeitsschutz & Umwelttechnik, Oberösterreich | - Infranorm Technologie, Oberösterreich - TPS Technology Planning Security, Niederösterreich - E&S IT-Consulting, Steiermark                |                                |
| 2007 | - Worthington Cylinders, Niederösterreich - Legero Schuhfabrik, Steiermark - Neuson Kramer Baumaschinen AG, Oberösterreich                   | - Reco International, Niederösterreich - OVB Allfinanzvermittlungs GmbH, Salzburg - G. S. Georg Stemeseder, Salzburg                                      | - Ecosol Immobilien und Beteiligungen GmbH, Oberösterreich - CBG Informatik Gesellschaft mbH, Wien - Wolfgang Panhuber GmbH, Oberösterreich |                                |
| 2006 | - Novomatic, Niederösterreich - Wintersteiger, Oberösterreich - Otis Österreich, Wien                                                        | - Systema Human Information Systems, Oberösterreich - Durst Phototechnik Digital Technology, Tirol - GREENoneTEC Solarindustrie, Kärnten                  | - EBG Elektronische Bauelemente, Steiermark - computer betting company, Oberösterreich - Loy Tec electronics, Wien                          |                                |